# Роберт Меррік
Роберт Меррік (англ. Robert Merrick, 18 січня 1971) — американський яхтсмен.
Срібний призер Олімпійських Ігор 2000 року в класі 470.